# Roeslerstammia nitidella
Roeslerstammia nitidella är en fjärilsart som beskrevs av Sigeru Moriuti 1972. Roeslerstammia nitidella ingår i släktet Roeslerstammia och familjen bronsmalar. Inga underarter finns listade.